# 高松勝
高松 勝（たかまつ まさる、1956年〈昭和31年〉3月14日 - ）は、日本の実業家。独立行政法人日本高速道路保有・債務返済機構理事長。
東京ガスiネット株式会社取締役会長、東京ガス株式会社代表取締役副社長、同取締役などを歴任。

## 来歴
東京都出身。1980年（昭和55年）、東京大学経済学部を卒業。同年4月、東京ガスに入社。入社後、リビングサービス業務や企画関連の業務に従事し、ホームサービス本部ホームサービス企画部長、同本部協力企業サポート部長、リビングエネルギー本部ライフバル推進部長などを歴任した。2011年（平成23年）からは執行役員を務め、執行役員リビングエネルギー本部ライフバル推進部長、同総合企画部長、常務執行役員（総合企画部、関連事業部担当）、同（総合企画部、人事部、千葉・茨城プロジェクト部、グループ経営管理検討プロジェクト部、グループ人事検討プロジェクト部担当）、同（人事部、秘書部、総務部、コンプライアンス部、監査部担当）などを歴任した。
2016年（平成28年）6月29日、取締役に選任。取締役選任後、常務執行役員（人事部、秘書部、総務部、コンプライアンス部、監査部担当）、同（資材部、秘書部、総務部、コンプライアンス部、監査部担当）を務め、2018年（平成30年）4月1日、東京ガス株式会社代表取締役副社長執行役員リビングサービス本部長に就任。2021年（令和3年）4月1日、東京ガス株式会社取締役兼東京ガスiネット株式会社取締役会長に就任。
2022年（令和4年）4月1日、独立行政法人日本高速道路保有・債務返済機構理事長に就任。

## 年譜
- 1980年（昭和55年）
  - 東京大学経済学部卒業[2][3]
  - 4月 - 東京ガス株式会社入社[1][4]
- 2005年（平成17年）4月 - 同社ホームサービス本部ホームサービス企画部長[1][4]
- 2006年（平成18年）4月 - 同社ホームサービス本部協力企業サポート部長[1][4]
- 2010年（平成22年）4月 - 同社リビングエネルギー本部ライフバル推進部長[1][4]
- 2011年（平成23年）4月 - 同社執行役員リビングエネルギー本部ライフバル推進部長[1][5][4]
- 2012年（平成24年）4月 - 同社執行役員総合企画部長[1][5][4]
- 2014年（平成26年）4月 - 同社常務執行役員（総合企画部、関連事業部担当）[1][5][4]
- 2015年（平成27年）4月 - 同社常務執行役員（総合企画部、人事部、千葉・茨城プロジェクト部、グループ経営管理検討プロジェクト部、グループ人事検討プロジェクト部担当）[1][5][4]
- 2016年（平成28年）
  - 4月 - 同社常務執行役員（人事部、秘書部、総務部、コンプライアンス部、監査部担当）[1][5][4]
  - 6月 - 同社取締役常務執行役員（人事部、秘書部、総務部、コンプライアンス部、監査部担当）[1][5]
- 2017年（平成29年）4月 - 同社常務執行役員（資材部、秘書部、総務部、コンプライアンス部、監査部担当）[5]
- 2018年（平成30年）4月 - 同社代表取締役副社長執行役員リビングサービス本部長[5][7]
- 2021年（令和3年）
  - 4月 - 東京ガス株式会社取締役[5][8]
  - 4月 - 東京ガスiネット株式会社取締役会長[5][8]
- 2022年（令和4年）4月 - 独立行政法人日本高速道路保有・債務返済機構理事長[5]